# Редькін Андрій Петрович
Андрій Петрович Редькін (1875—1966) — радянський вчений у галузі зоотехніки та агрономії, почесний академік ВАСГНІЛ, Герой Соціалістичної Праці (1965).

## Походження та навчання
Андрій Редькін народився 13 жовтня 1875 року в місті Кролевець (нині — Сумська область). Після закінчення гімназії працював кур'єром. У 1898 році Редькін закінчив Харківське сільськогосподарське училище, після чого працював в департаментах землеробства різних губерній. У 1920-ті роки працював на дослідних станціях. З 1930 року проживав і працював у Москві, був консультантом об'єднання «Главсвиновод», науковим співробітником Інституту м'ясної і молочної промисловості і Всесоюзного інституту тваринництва.

## Наукова діяльність
Активно займався вивченням проблем свинарства. Був автором великої кількості наукових робіт у галузі племінної справи, схрещування порід, годування. Під його керівництвом були виведені каликінська та муромська породи свиней, які показали високу продуктивність в умовах середньої смуги Росії.
У роки німецьког-радянської війни займався написанням підручника «Свинарство», який згодом витримав чотирнадцять перевидань в СРСР і був виданий за кордоном. За великі заслуги у сільськогосподарській науці Редькіну в 1946 році було присвоєно звання Заслуженого діяча науки РРФСР.
З 1956 року А.Редькін викладав у Московській сільськогосподарській академії імені К. А. Тимірязєва, завідував кафедрою свинарства, був затверджений на посаді професора. Крім того, був обраний почесним академіком ВАСГНІЛ.

## Нагороди
Указом Президії Верховної Ради СРСР від 2 грудня 1965 року за «великі заслуги у розвитку сільськогосподарської науки, підготовку висококваліфікованих кадрів та у зв'язку з дев'яностоліттям з дня народження» Андрій Петрович Редькін був удостоєний високого звання Героя Соціалістичної Праці з врученням ордена Леніна та медалі «Серп і Молот».
Був також нагороджений орденом Трудового Червоного Прапора та низкою медалей.

## Смерть
Помер 19 липня 1966 року, похований на Новодівичому кладовищі Москви.